# Bobby Sanabria
Bobby Sanabria es un percusionista estadounidense, compositor, arreglista, productor  y escritor especializado en jazz latino.

## Biografía
Bobby Sanabria nació en St Francis Hospital en South Bronx New York el 2 de junio de 1957 donde creció. Sanabria es de ascendencia puertorriqueña su padre, José, vino del barrio la ensenada en Guanica, Puerto Rico, igual que su madre Juanita, vino del barrio de Jacanas, en Yabucoa, Puerto Rico.
El asistió al colegio de música en Boston de 1975 a 1979, graduándose e 1979. Recibió una beca de la National Endowment for the Arts en 1983 y fue un destacado intérprete de la banda sonora de la película Mambo Kings. Él también apareció en el Show de Bill Cosby con la orquesta de Mario Bauzá.
Sanabria realiza trabajos a menudo en las escuelas públicas de Nueva York como parte del Programa de Artes de la exposición. Ha escrito artículos para la revista Modern Drummer y ha sido entrevistado por la revista en varias ocasiones. Actualmente es profesor de un conjunto de jazz afrocubano, Big Band en la escuela de música de Manhattan y The New School para Jazz y Música Contemporánea.
Ha actuado junto a Mario Bauzá, Dizzy Gillespie, Tito Puente, Mongo Santamaría, Paquito D'Rivera, Cándido, Ray Barretto, Chico O'Farrill, Francisco Aguabella, Henry Threadgill, Luis "Perico" Ortiz, Daniel Ponce, Michael Gibbs, Chico Freeman, Charles McPherson, Wilson, Phil, y Marco Rizo.
Sueño Afro-Cubano: vive y en la Clave y la Big Band Cuentos populares urbanos fueron nominados para un premio Grammy.

## Discografía como director de orquesta
- 1993 - ¡Nueva York Ache! con invitados especiales de Tito Puente y Paquito D'Rivera (originalmente lanzado en Flying Fish, posteriormente reeditado en Rounder Records) - NAIRD (Asociación Nacional de
- 2000 Sueño Afro-Cubano: vive y en la Clave! invitados especiales Cándido & John Stubblefield - Bobby Sanabria Big Band (Arabesque) - nominado al Grammy Mejor Grabación de NARAS Latin Jazz
- 2002 - Bobby Sanabria y ¡Quarteto Aché! (originalmente lanzado en Khaeon, posteriormente reeditado en Zoho)
- 2003 - 50 años de Mambo: Un tributo a Dámaso Pérez Prado - Mambo All-Stars Orchestra (Mambo Maniacs) - LARAS América nominado a los Grammy de Grabación tradicional tropical.
- 2007 - El Espíritu Jíbaro (El Espíritu Jíbaro) Roswell Rudd y Yomo Toro con Bobby Sanabria y Ascensión
- 2007 - Big Band Urban Cuentos populares - Bobby Sanabria Big Band (Jazzheads) - NARAS nominado a los Grammy de Grabación de Jazz de Best Latin, Premio JJA (Asociación de Periodistas de Jazz) Álbum de Jazz Latino del Año 2008 * 2009 - Kenya Revisited Live! w/ invitado especial NEA Jazz Maestro Candido - Bobby Sanabria realización de la Manhattan School of Music Orchestra Jazz Afro-Cubano (Jazzheads) - LARAS América nominado a los Grammy Mejor Grabación de Jazz Latino.
- 2011 - Tito Puente Masterworks Live! Bobby Sanabria realización de la Manhattan School of Music Orchestra Jazz Afro-Cubano (Jazzheads) - LARAS América nominado a los Grammy Mejor Grabación de Jazz Latino